# Хурма Концатти
Хурма Концатти (лат. Diospyros conzattii) — вид растений рода хурма (Diospyros) семейства  Эбеновые (Ebenaceae).
Вид обнаружен профессором Концатти в 1921 году. 
Естественным образом встречается в Южной Мексике на территории  штатов Оахака и Веракрус. Местные названия растения zapote negro montes и zapotillo. 
Деревья высотой около 10 м. Листья размером 5—14 × 2,5—6 см, яйцевидно-ланцетные или эллиптические, гладкие, зеленовато-серого цвета, на черешке (4—) 7—15 мм. Плоды шаровидные диаметром 4—5 см с глубоко 5-лопастной чашечкой. Семена весом 5—10 гр, размером 13×10 мм, сжатые по бокам, коричневые. 
Произрастает в горных лесах на высотах  от 600 до 1000 или 2200 метров над уровнем моря.
Даёт плоды хорошего качества. Считается что плоды обладают восхитительным вкусом, лучшим чем у чёрной сапоты (Diospyros digyna).
Предпринимались попытки ввести вид в культуру на территории США в Калифорнии и во Флориде.

## Таксономия
Diospyros conzattii Standl. J. Wash. Acad. Sci. 12: 399. 1922.

### Синонимы
- Diospyros pergamentacea Lundell, 1942
- Diospyros riojae Gómez Pompa, 1964
- Diospyros costaricensis  Provance & A.C.Sanders, 2006
- Diospyros gomeziorum Provance & A.C.Sanders, 2006
- Diospyros tuxtlensis Provance & A.C.Sanders, 2006